# Premier (велокоманда)
Premier (Премьер; UCI Team Code: PRE) — российская профессиональная шоссейная велокоманда континентального тура, существовавшая в 2006 — 2009 годах.
Участвовала в основном в гонках UCI Europe Tour. Менеджером был Сергей Азаров, спортивным директором Василий Фокин.

### Сезон 2007

#### Состав
| Гонщик               | Дата рождения    | Гражданство | Команда в 2008  |
| -------------------- | ---------------- | ----------- | --------------- |
| Антон Афонин         | 19 июня 1988     | Россия      |                 |
| Александр Беспалов   | 10 мая 1981      | Россия      |                 |
| Денис Галимзянов     | 7 марта 1987     | Россия      | Катюша          |
| Роман Климов         | 19 января 1985   | Россия      | Катюша          |
| Данил Комков         | 31 октября 1985  | Россия      | Катюша          |
| Тимофей Крицкий      | 24 января 1987   | Россия      | Катюша          |
| Алексей Куньшин      | 20 октября 1987  | Россия      | Катюша          |
| Александр Лебедев    | 9 марта 1985     | Россия      |                 |
| Роман Михайлов       | 1 января 1985    | Россия      |                 |
| Виктор Панаев        | 16 сентября 1985 | Россия      |                 |
| Александр Серебряков | 25 сентября 1987 | Россия      | ACS Gruppo Lupi |
| Сергей Смирнов       | 18 июля 1985     | Россия      |                 |

#### Победы
| Дата       | Гонка                            | Победитель       |
| 21 апреля  | Россия 1 этап Гран-при Сочи      | Денис Галимзянов |
| 23 апреля  | Россия 3 этап Гран-при Сочи      | Роман Климов     |
| 24 апреля  | Россия 4 этап Гран-при Сочи      | Роман Климов     |
| 25 апреля  | Россия 5 этап Гран-при Сочи      | Данил Комков     |
| 2 мая      | Россия Гран-при Москвы           | Роман Климов     |
| 3 мая      | Россия Кубок мэра                | Денис Галимзянов |
| 9 мая      | Россия 5 этап Пять колец Москвы  | Денис Галимзянов |
| 28 мая     | Россия 5 этап Тур Берлина        | Денис Галимзянов |
| 16 июля    | Россия 1 этап Путь к Пекину      | Алексей Куньшин  |
| 17 июля    | Россия 2 этап Путь к Пекину      | Алексей Куньшин  |
| 18 июля    | Россия 3 этап Путь к Пекину      | Алексей Куньшин  |
| 15-23 июля | Россия общий зачёт Путь к Пекину | Алексей Куньшин  |